# Cryptosylvicola randrianasoloi
La silvicola criptica (Cryptosylvicola randrianasoloi Goodman, Langrand & Whitney, 1996) è un uccello passeriforme della famiglia Bernieridae, in seno alla quale rappresenta l'unica specie ascritta al genere Cryptosylvicola Goodman, Langrand & Whitney, 1996.

## Etimologia
Il nome scientifico del genere, Cryptosylvicola, deriva dall'unione della parola greca κρυπτος (kryptos/kruptos, "nascosto") col latino silvicola (a sua volta composto da silva, "foresta", e colere, "abitare", col significato di "abitante della foresta"), in riferimento al fatto che (a dispetto dell'areale di diffusione piuttosto esteso) questi uccelli siano rimasti nascosti alla scienza fino agli anni '90: il nome della specie, randrianasoloi, rappresenta invece un omaggio al botanico e zoologo malgascio Georges Randrianasolo.

## Descrizione

### Dimensioni
Misura 12 cm di lunghezza, per 7,8-9,1 g di peso.

### Aspetto
Si tratta di uccelletti robusti e paffuti, dalla grossa testa arrotondata con becco sottile e appuntito, muniti di ali arrotondate, zampe sottili e coda dall'estremità arrotondata: nel complesso, questi animali ricordano un giovane di usignolo del Giappone, dalla colorazione più scialba.
Il piumaggio è dominato dalle tonalità del grigio, più scuro e con sfumature brunastre su fronte, vertice, nuca, dorso, ali e coda (queste ultime due parti marcatamente tendenti al castano-verdastro), mentre la faccia (ad eccezione di una sottile mascherina che è dello stesso grigio-brunastro del dorso), la gola, il petto, i fianchi, il ventre ed il sottocoda sono di color grigio cenere con lievi sfumature bruno-giallastre in particolare nell'area golare.
Il becco è nerastro con orli giallo-arancio, le zampe sono anch'esse arancio-nerastre e gli occhi sono di color bruno scuro.

## Biologia
Si tratta di uccelli solitari e diurni, molto riservati e circospetti, che passano la maggior parte della giornata alla ricerca di cibo fra i cespugli e gli alberi, pronti a rifugiarsi nel folto della vegetazione al minimo segnale di pericolo.
Il richiamo della silvicola criptica, emesso in genere da posatoi in evidenza (rami sporgenti della canopia o cespugli su llimitare di radure nella foresta), è acuto e di volume digradante, e ricorda vagamente i versi dei rapaci.

### Alimentazione
La silvicola criptica è un uccello insettivoro, che si nutre principalmente d'insetti (falene, grilli, bruchi), ragni ed altri piccoli invertebrati. 

### Riproduzione
Le informazioni sulla riproduzione di questi uccelli sono scarne e riguardano una singola osservazione di un nido, in base alla quale si è appurato che il periodo degli amori va da ottobre a dicembre, che il nido è a forma di coppa e viene costruito nel folto dei cespugli con fibre vegetali e che al suo interno la femmina depone 3 uova biancastre con punteggiatura scura.

## Distribuzione e habitat
La specie è endemica del Madagascar, del quale popola la porzione interna della punta settentrionale (a sud di Manongarivo e dello Tsaratanana) lungo la fascia collinare della costa orientale dell'isola, a sud fino ad Andohahela: le osservazioni nella penisola di Masoala non sono state ancora confermate.
L'habitat di questi uccelli è rappresentato dalla foresta pluviale collinare e montana (anche di bambù), spesso sul limitare di scarpate o burroni, fra i 900 ed i 2.100 m di quota.